# Natural Born Hippies
I Natural Born Hippies sono stati un gruppo musicale pop danese nato a Randers nel 1997 e composto da Dan Hougesen (voce), Bo Christensen (basso), Tom Lindby (batteria) e Sune Thorbjørnsen (chitarra).

## Storia
Il successo della band è legato principalmente a una cover del brano Lola dei Kinks. Il singolo ha raggiunto la posizione numero 10 nelle classifiche di vendita in Danimarca, oltre a un buon successo in Germania e Italia. Nel 2006 la canzone Best Looking Guy in Town è stata inserita nella colonna sonora del videogioco Cars - Motori ruggenti.

## Discografia
- Popshit (1999)
- I Don't Care (2001)
- In Your Dreams (2002)
- Wake Up Calls (2005)